# Maryna Markiewicz
Maryna Anatoljeuna Markiewicz (błr. Марына Анатольеўна Маркевіч; ur. 12 sierpnia 1986 w Soligorsku) – białoruska zapaśniczka startująca w stylu wolnym. Trzykrotna uczestniczka mistrzostw świata; zdobyła srebrny medal w 2008. Brązowa medalistka mistrzostw Europy w 2016. Piąta w Pucharze świata w 2007. Trzecia na MŚ juniorów w 2005 i 2006 roku.